# Associação de Futebol dos Estados Federados da Micronésia
A Associação de Futebol dos Estados Federados da Micronésia (em inglês: Federated States of Micronesia Football Association, ou FSMFA) é o órgão dirigente do futebol nos Estados Federados da Micronésia. Ela é a responsável pela organização dos campeonatos disputados no país, bem como da Seleção Nacional, apesar de não poder disputar competições oficiais da FIFA e da OFC por não ser afiliada às mesmas.